# أولاد خليفة أولاد علي (تادرت)
أولاد خليفة أولاد علي هي إحدى مشيخات المملكة المغربية، تتبع جغرافيا لإقليم جرسيف وإداريًا لتادرت. يقدر عدد سكانها بـ 241 نسمة حسب الإحصاء الرسمي للسكان والسكنى لسنة 2004.